# Arthur Hacker
Arthur Hacker RA (St. Pancras, 25 de setembro de 1858 - Londres, 12 de novembro de 1919) foi um pintor clássico inglês. 

## Biografia

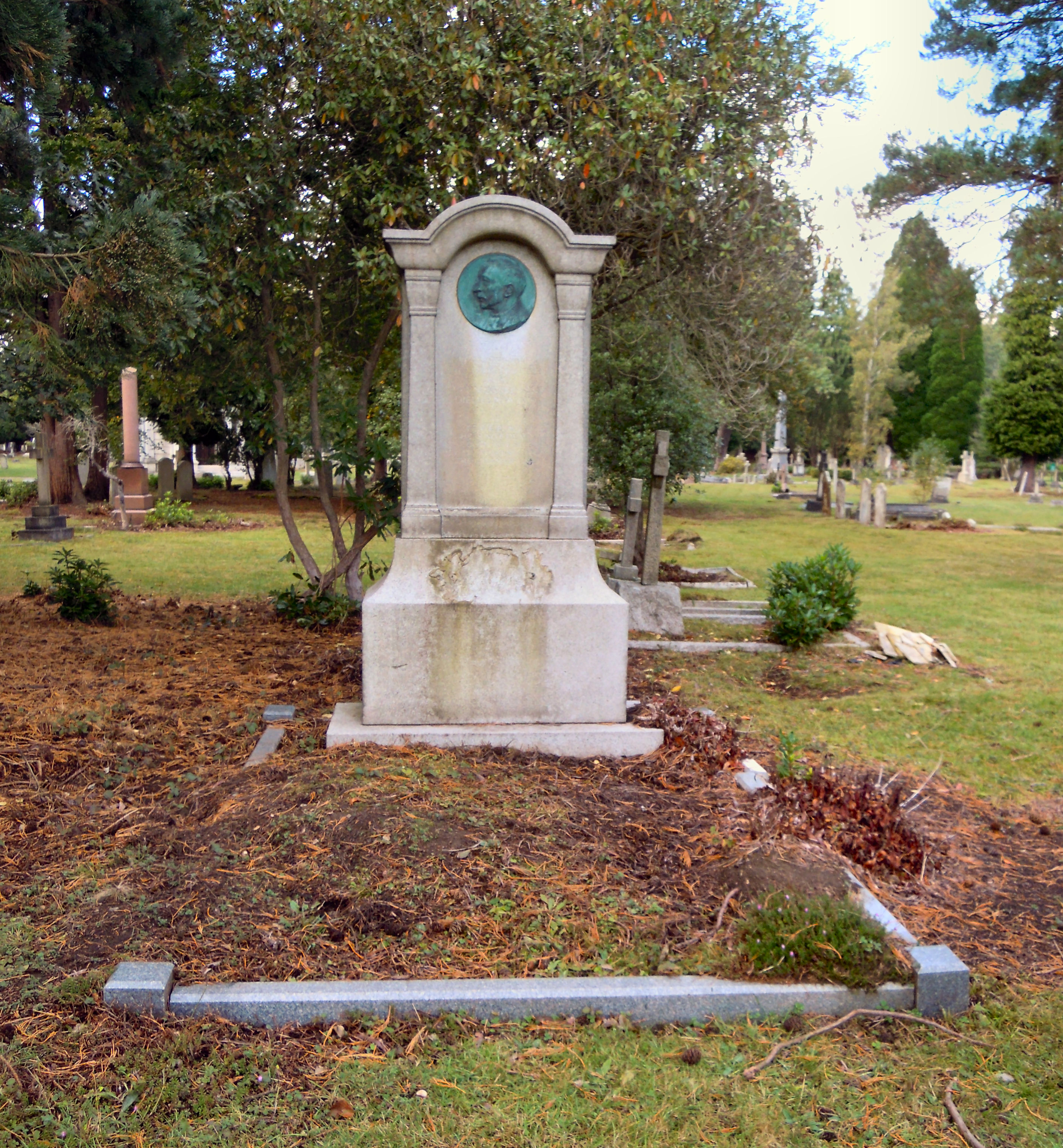
Túmulo do hacker no cemitério de Brookwood

Hacker era filho de Edward Hacker (1812 – 1905), um gravador de linha especializado em estampas de animais e esportivas (que também foi durante muitos anos o registrador de Nascimentos e Mortes no subdistrito de Kentish Town no distrito de registro de Pancras, Middlesex). 
Em sua arte, era mais conhecido por pintar cenas e retratos religiosos, e sua arte também foi influenciada por suas extensas viagens na Espanha e no norte da África. Ele estudou na Royal Academy entre 1876 e 1880 e no Atelier Bonnat em Paris. Ele foi exibido duas vezes na Royal Academy, em 1878 e 1910, e foi eleito acadêmico em 1910. Em 1894, ele foi alvo de um busto por Edward Onslow Ford. Um retrato original de Hacker, de Sir Alfred Keogh, está pendurado na RAMC HQ Mess em Millbank, Londres. 
Em 1902, Hacker construiu uma nova casa em Heath End, Checkendon, Oxfordshire, chamada Hall Ingle, comissionando o jovem arquiteto Maxwell Ayrton e fazendo as próprias decorações. Pinturas em exibição pública incluem Pelagia e Philammon na Walker Art Gallery de Liverpool, "The Children's Prayer (1888,) The Atkinson Museum, Southport e The Tentation of Sir Percival na Leeds City Art Gallery.
Hacker está enterrado no Cemitério Brookwood. 